# Ex Convento de Regina Coeli
El Ex Convento de Regina Coeli se encuentra en la esquina de las calles de Regina y Bolívar, en la alcaldía Cuauhtémoc, en el Centro Histórico de la Ciudad de México, a tan sólo un par de cuadras de la estación del metro Isabel la Católica.
Esta construcción, que ha visto el pasar de los siglos, es una de las más antiguas no sólo en México, sino en todo el continente americano. Es un mudo testigo del desarrollo que la ciudad ha tenido desde la temprana época colonial.[cita requerida]
Dentro de este exconvento habitaron las monjas de la Concepción, orden religiosa proveniente de España exclusivamente de mujeres. Teniendo esta información en cuenta y para adquirir un mejor entendimiento sobre el exconvento, es prudente hacer una muy breve reseña sobre la Orden Concepcionista.[cita requerida]

## La Orden Concepcionista
Poco más de sesenta años antes de la llegada de Cristóbal Colón a América (1492), nació Beatriz de Silva, en 1430. Sus padres fueron nobles emparentados con los reyes de Portugal y Castilla, es decir, provenía de una familia acomodada. Durante su pubertad, debido a la influencia familiar con la que contaba, Beatriz pudo ingresar a la Corte Portuguesa, y se volvió dama de la princesa Isabel la Católica, quien, al casarse con el rey don Juan II de Castilla, se llevó a sus damas a vivir a España.
Sin embargo, los celos que la reina Isabel tenía hacia Beatriz, provocaron que esta última se fuera a Toledo en donde se enclaustró en el Monasterio de Santo Domingo de Silos.
No obstante, tiempo después,  Beatriz de Silva fue visitada por la reina Isabel, a quien hizo de su conocimiento el deseo de fundar una orden de veneración al misterio de la Inmaculada Concepción. “La Reina Isabel, la de las grandes empresas, era como toda la España de aquellos tiempos, profundamente Mariana, por esto no sólo ve con gusto la proposición de Beatriz, sino que tomándola como cosa propia, mueve sus influencias en Roma, hasta lograr de S.S. Inocencio VIII la Bula aprobatoria que daba a la orden Concepcionista la regla del Cister y la colocaba bajo la jurisdicción ordinaria”. 
En otras palabras, el Papa Inocencio VIII concedió el permiso a la reina Isabel para que Beatriz de Silva fundara su orden religiosa. Una vez obtenida la aceptación papal, la reina concedió, para el desarrollo concepcionista, los palacios de Galiana e Iglesia de Santa Fe, para que los jóvenes que desearan unirse a la orden religiosa pudieran ahí enclaustrarse.
No obstante, a la muerte de Beatriz de Silva en 1498, Fray Juan de Tolosa tomó la batuta para encargarse de las novicias concepcionistas y nombró abadesa a Felipa de Silva, sobrina de Beatriz.
Una vez establecida firmemente esta orden en el reino español, pasó poco tiempo para que las concepcionistas encontraran un terreno propicio en el cual pudieran esparcir la religión católica y su culto a la [[Inmaculada Concepción]. Este lugar, por supuesto, fue la Nueva España. Las monjas concepcionistas siempre se preocuparon por captar e impartir una educación y vida religiosa que contribuyera a la  cristianización de las niñas, tarea que se inició inmediatamente después del conflicto bélico en el que cayó Tenochtitlán. Los conventos fueron los lugares para cumplir con dicho objetivo; representaban el florecimiento de la vida cristiana tras haber vencido al "infiel". En este contexto, se inició la historia del lugar.[cita requerida]

## Historia
La Orden Concepcionista fue fundada para honrar el misterio de la Inmaculada Concepción. Esto nos indica un enfoque mariano de la orden. De hecho, el nombre de este exconvento es una remembranza, en latín, de la Virgen: “(…) se eligió por patrona a la Reina del Cielo –Regina Coeli- y al Misterio de su Natividad.”[cita requerida]
Con respecto a su fundación, el documento que quizá se acerca con más precisión a su apertura es el que se encuentra en el Archivo General de la Nación, el cual indica que el 4 de octubre de 1573, diez religiosas del Convento de la Concepción (el más antiguo de la Nueva España) salieron de ahí para fundar el Convento de la Natividad de Regina Coeli. Resulta curioso, pero el permiso del Papa Gregorio XIII para la construcción del convento de Regina Coeli llegó cinco años después de la supuesta fundación del exconvento, es decir, en 1578. Esto debido a las grandes distancias que la aceptación tuvo que recorrer: del Vaticano al reino español, y de allí hasta la Nueva España.[cita requerida]
Casi un siglo después de su fundación, en 1655, Melchor de los Terreros donó a las monjas de este convento 25,000 pesos para edificar la primera iglesia del convento, que se terminó el 19 de marzo del siguiente año. Y, ya entrado el siglo XVIII, en 1733, se acabó de construir la capilla encargada, pocos años atrás, por el presbítero Buenaventura de Medina Picazo, cuyo nombre es La capilla de la Purísima Concepción.

## Vida en el convento
En el convento de Regina Coeli, la educación era exclusiva para jóvenes españolas y criollas (hijas de españoles nacidas en la Nueva España). Sus requisitos eran: “buena salud, diez y ocho a veinticinco años de edad, vocación verdadera, e ingreso por propia voluntad, elementales conocimientos de letras, matemáticas y oficios mujeriles, además del pago de 4,000 pesos de dote.” Al tomar en cuenta la exclusividad de este convento y los requisitos de aceptación, se puede inferir que éste tenía como objetivo la educación de señoritas provenientes de familias acomodadas. Dos son los indicios que nos lo hacen saber: admisión sólo de españolas y criollas y el pago de la exorbitante cantidad de 4000 pesos a la que las castas inferiores –mestizos, mulatos, indígenas y negros- no tenían acceso.
Además, es de hacer notar que el convento no era el que mantenía a las monjas que ahí habitaban. Éste sólo servía como sitio de resguardo, educación y retiro espiritual. “Cada monja recibía diaria o semanariamente cierta cantidad de dinero para sus sustento y era clásico en la alimentación de las concepcionistas el tomar chocolate (…)”, de hecho, popularmente a las monjas se les conocía como monjas chocolateras.
Algo de recalcar de este ex convento, es que contaba con una botica. En esta se fabricaban polvos purgantes, que eran vendidos a quien lo solicitaba. No se sabe cuál era el procedimiento de fabricación de estos polvos, ni de qué estaban compuestos, pues era secreto de las monjas. También se fabricaba un agua para atender el mal de ojos, aunque nunca se especificó a qué mal de ojos se referían las monjitas; este, a diferencia de los polvos purgantes, era gratuito.
No cabe duda de que la función que las monjas del exconvento de Regina de Coeli desempeñaron, fue de gran importancia para la sociedad novohispana.  A través de su vida acética y principios religiosos, promovieron y dieron forma al buen comportamiento femenino para que éste se amoldase al lugar que le correspondía dentro de la sociedad.[cita requerida]

## Historia arquitectónica del convento
Como ya quedó establecido, no se sabe la fecha exacta de la fundación del ex convento, aunque tentativamente, se fundó en el año de 1573.
Aunque el 19 de marzo de 1656 se fundó la primera iglesia, esta se empezó a construir desde 1583, es decir, diez años después de la supuesta apertura del exconvento. Su arquitecto fue Diego de Aguilera.[cita requerida]
A cargo de la cantera para la construcción de dicha iglesia estuvo Jerónimo de Amarilla. En un inicio, se encargó dicho material a los frailes de San Pablo, aunque después, en 1586, la cantera blanca se sustituyó por piedra berroqueña, proveniente de la sierra de Chiluca. Para este momento, ya se tenían los escalones de las dos portadas, el altar mayor y dos colaterales.[cita requerida]
Debido a la insuficiencia de fondos, en 1594, la construcción de la iglesia quedó suspendida durante 60 años. El proyecto se retomó en 1655, gracias a la donación de Melchor de los Terreros (anteriormente mencionada). Hubo cambios al diseño original, y, como el arquitecto Diego de Aguilera ya había fallecido, se decidió que Diego López Morillo lo sustituyese.[cita requerida]
Los cambios consistieron en dejar del mismo tamaño que la puerta principal a la puerta chica. “Además se incrementó la altura de la capilla mayor, y de la puerta de la sacristía.” Al año siguiente, en 1656, la iglesia entró en funciones.
Sin embargo, su renovación se dio en 1721 cuando fray José de Lanciego y Eguiluz dio 25,000 pesos para sustituir su techo de madera por una bóveda de piedra.
Otro cambio de importancia que se le hizo fue el 27 de julio de 1732, cuando se le aumentó un retablo de San Francisco, el cual lo empezó el maestro ensamblador Salvador Ocampo y lo terminó su hijo Simón.
Otra construcción perteneciente al ex convento es la Capilla Medina Picazo, cuya construcción empezó en 1728 y culminó en 1733. Aunque la fachada fue de los primeros detalles decorativos, esta se enriqueció pocos meses después de finalizada la construcción, “se le añadieron los ondulantes elementos barrocos, característicos de Miguel Custodio Durán, su arquitecto.”
No es de sorprenderse que el ex convento sufriera tantos cambios y renovaciones durante la época colonial, pues, después de todo, la religión era algo que estaba inmerso en las raíces culturales de la Nueva España.
Debido a que la vida giraba en torno a la religión, la forma más común de mostrar la devoción cristiana, era haciendo mejoras y cambios a los lugares sagrados y claves del orden novohispano.

## El convento en los siglos XIX, XX y XXI
Al finalizar la época colonial, las funciones del convento continuaron hasta 1861, cuando las Leyes de Reforma, implementadas desde 1857 por los liberales, liderados por Benito Juárez, dejaron a las monjas sin otra opción más que abandonarlo, debido a la Ley de Desamortización de los Bienes del Clero, que se decretó en 1859. “El edificio se entregó entonces a la Secretaría de Guerra, y se usó como cuartel, hasta que el gobierno de la República lo cedió, en pago de créditos, al acaudalado Ramón Obregón. Poco después, más de la mitad del predio se dividió, y se levantaron construcciones de poco valor arquitectónico.

## Porfiriato
Algunas décadas después, cuando Porfirio Díaz ostentó el poder, parte del exconvento se utilizó como hospital –el Hospital Concepción Béistegui, otra parte la ocupó la Secretaría de Educación Pública y otra más, el Archivo General de Notarías, hasta 1973.
A la fecha de este artículo, parte del inmueble es propiedad de particulares. El claustro del inmueble es administrado por un patronato de la iniciativa privada. Otra parte es la Casa-Hogar para Ancianos Antiguo Hospital Concepción Béistegui. Al parecer, los patios se usan ahora para eventos sociales, artísticos, culturales, y se imparten talleres destinados a los ancianos de la casa-hogar.[cita requerida]